# 台鐵衛生車
台鐵衛生車源自台灣日治時期所謂的「病客車」，是為了戰時能運送與治療傷患而改造的醫療列車。其中衛生車之符號HC，即是Hospital Car之意:163。

## 歷史
日治末期，為因應太平洋戰爭需要，曾改造十多輛供傷兵使用的病客車，然而除25HC2001外，其餘在戰後便不作衛生車使用:165；國民政府遷台後，也曾經改造18輛25C10000型篷車，加裝容納擔架的設備，但不稱為衛生車，而是作為運送傷兵的「傷兵車」。所以真正跨越兩個世代的衛生車，只有25HC2001號，此車前身為1917年臺北鐵道工場所製造的頭二等合造客車，1938年改造為2001號病客車:165。25HC2001經常與另外兩節給養車聯掛並由軍方使用，後來因1985年台鐵公告廢止衛生車，此車形式宣告消失，故車籍被改成25TP2001號三等客車，但內裝並未改造也未載客行駛，最終在閒置於萬華車站兩年後於1987年報廢解體:165:163。

## 構造
臺鐵衛生車25HC2001長16,570mm、寬2,756mm、高3,600mm，外觀與客車大致相同，但在中間增加一扇近1米寬，可供擔架等進出的外開門，並在車身兩側各漆上兩個方形白底紅十字標記，內裝部分則配置12人的座位與14人的臥舖，用於部隊演習或戰爭時運送傷患，可說是個移動的野戰醫院:165。

## 外部連結
- （繁體中文）老萬華火車站 - LIUYS's Café Corner （页面存档备份，存于）